# Briar (software)
Briar è un software open source concepito per fornire comunicazioni peer-to-peer sicure e resilienti senza server centralizzati e con una dipendenza minima dall'infrastruttura esterna. Le connessioni tra utenti sono effettuate tramite Bluetooth, Wi-Fi o Internet attraverso la rete Tor e i contenuti scambiati sono crittografati end-to-end, memorizzati sui dispositivi di ciascun partecipante e sincronizzati tra loro. È disponibile per Android e, seppur in beta e con funzionalità ridotte, anche per sistemi Windows (.msi), Linux (.deb e .jar) e macOS.
L'utilizzo di canali Tor per collegare i vari peers, la completa assenza di server e la possibilità di usare l'app senza fornire il proprio numero di telefono né il proprio indirizzo email permettono agli utenti di ottenere un livello di anonimato molto elevato. I dati in entrata e in uscita dall'app vengono visti come generico traffico TLS.
È possibile gestire anche un blog personale, creare svariati forum e partecipare a quelli realizzati da altri utenti. È presente, inoltre, un lettore di feed RSS integrato. 
Il pubblico principale a cui si rivolge Briar include "attivisti, giornalisti e società civile" con piani per rendere il sistema "abbastanza semplice da aiutare chiunque a mantenere i propri dati al sicuro".
Il codice sorgente di Briar è pubblicato come software libero ed è distribuito secondo i termini della licenza GPLv3. È stato analizzato da Cure53 e se ne è parlato molto bene in un rapporto pubblicato il 20 marzo 2017 consigliando di sottoporlo ad una seconda analisi dopo il completamento dello sviluppo.
In occasione della guerra tra Ucraina e Russia (febbraio 2022) Julian Assange consigliò l'uso di Briar per la possibilità di scambiarsi messaggi anche in assenza di connettività Internet, collegandosi alla stessa rete Wifi o via Bluetooth o addirittura esportandoli su pendrive USB e SD Card.
Nelle app peer-to-peer come Briar i messaggi vengono scambiati direttamente tra i contatti ma questi devono necessariamente essere online (cioè collegati ad Internet e con l'app avviata): tenere costantemente aperte le connessioni Tor, tuttavia, porta ad un consumo considerevole di batteria e dati. Gli sviluppatori hanno perciò introdotto un'app stand alone denominata "Mailbox" .
È installabile, idealmente, su un dispositivo di riserva (per esempio un vecchio smartphone) sempre connesso all'alimentazione e al Wi-Fi. Una volta associati Briar e Mailbox (tramite QR Code) quest'ultima si prenderà in carico di recuperare i messaggi inoltrandoli all'app sullo smartphone che potrà, quindi, restare anche offline.